# Oese (Vigala)
Oese – wieś w Estonii, w prowincji Rapla, w gminie Vigala.